# Белл О'Ніл
О'Ніл Белл (англ. O'Neil Bell ; 29 грудня 1974, Монтего-Бей, Ямайка — 25 листопада 2015, Атланта, США ) — ямайський професійний боксер, абсолютний чемпіон світу у першій важкій вазі (2006). Чемпіон світу за версіями IBF (2005-2006), WBA (2006-2007), WBC (2006-2007) у першій важкій вазі. Чемпіон Північної Америки за версією NABF (2001-2003) у першій важкій вазі. Чемпіон США за версією USBA (2002—2003) у першій важкій вазі.

## Професійна кар'єра

### Чемпіонський бій з Дейлом Брауном
Після того як IBF позбавила титула Кельвіна Девіса, він дістався Беллу О'Нілу, який одностайним рішенням суддів переміг Дейла Брауна. Беллу довелося перенести дуже важкий третій раунд, коли він кілька разів отримав у голову важкі праві удари Брауна. А в четвертому вже у нього пройшов добрий правий удар, після якого у Брауна відкрився розтин у районі лівого ока. У сьомому раунді бою Белл трохи зменшив оберти, а Браун досить вміло почав користуватися цим. Статистика ударів на користь Дейла не може не вразити: 218-85 за донесеними до мети влучаннями. І все ж Белл більше був схожий на агресора наприкінці бою і рішення суддів залишилося за ним: 115-113, 116-112 і досить несподівані 117-111. Можна тільки поспівчувати Брауну, який знову зупинився за півкроку до заповітної межі. Це була його четверта поразка і їх всі він отримав від чинних чи майбутніх на той момент чемпіонів: Василя Жирова, Вейна Брейтвейта, Жан-Марка Мормека і тепер Белла О`Ніла.

### Об'єднавчий бій із Жан-Марком Мормеком
7 січня 2006 відбувся бій між чемпіоном за версією IBF Беллом О'Нілом та чемпіоном за версіями WBC, WBA Жаном-Марком Мормеком за титул абсолютного чемпіона світу. Белл переміг нокаутом у 10-му раунді. Це стало першою достроковою поразкою Мормека у його професійній кар'єрі.

### Реванш із Жан-Марком Мормеком
17 березня 2007 року Мормек у реванші переміг Белла за очками. Повторно завоював титул чемпіона за версіями WBA та WBC у першій важкій вазі. Але титул IBF у цьому бою не розігрувався, оскільки Белл був позбавлений цього титулу за відмову від проведення обов'язкового захисту проти іншого боксера.
19 квітня 2008 року зазнав поразки нокаутом у восьмому раунді від Томаша Адамека.
4 червня 2011 року зазнав поразки нокаутом в другому раунді від колишнього «тимчасового» чемпіона WBA у першій важкій вазі Річарда Голла.

## Смерть
Був вбитий 25 листопада 2015 року в Атланті (США) з вогнепальної зброї грабіжниками під час того, як він виходив з автобуса.

## Цікаві факти
- Евандер Холіфілд, Олександр Усик та О'Ніл Белл є єдиними в історії абсолютними чемпіонами світу в першій важкій вазі.